# Erebia josei
Erebia josei är en fjärilsart som beskrevs av Oritz Garcia 1978. Erebia josei ingår i släktet Erebia och familjen praktfjärilar. Inga underarter finns listade i Catalogue of Life.